# Neomitranthes gemballae
Neomitranthes gemballae là một loài thực vật có hoa trong Họ Đào kim nương. Loài này được (D.Legrand) D.Legrand mô tả khoa học đầu tiên năm 1977.